# Gocza Gawaszeli
Giorgi (Gocza) Gawaszeli, ros. Георгий Григорьевич Гавашели, Gieorgij Grigorjewicz Gawaszeli (ur. 18 lutego 1947 w Gagrze, zm. 25 grudnia 1997 w Uriengoju, Rosja) – radziecki piłkarz, grający na pozycji pomocnika, a wcześniej napastnika.

## Kariera piłkarska

### Kariera klubowa
Wychowanek FSzM Gagra. W 1965 był zawodnikiem Dinama Tbilisi, a w 1966 Lokomotiwi Tbilisi. W następnym roku powrócił do Dinama Tbilisi, w którym występował do zakończenia kariery w 1976. W 1968 zdobył 22 bramki i został najlepszym strzelcem mistrzostw ZSRR (choć uczciwość tego osiągnięcia jest przez niektórych badaczy kwestionowana), jeden z najmłodszych królów strzelców w historii radzieckiej piłki nożnej. Zginął tragicznie 25 grudnia 1997 w rosyjskim Uriengoju.

## Sukcesy i odznaczenia

### Sukcesy klubowe
- brązowy medalista Mistrzostw ZSRR: 1969, 1971, 1972
- zdobywca Pucharu ZSRR: 1976

### Sukcesy indywidualne
- król strzelców mistrzostw ZSRR: 1968 (22 goli)

### Odznaczenia
- tytuł Mistrza Sportu ZSRR: 1968